# Wirtshaus (Münchberg)
Wirtshaus ist ein Wohnplatz der Stadt Münchberg im Landkreis Hof (Oberfranken, Bayern). Der Ort zählt zum Gemeindeteil Schödlas.

## Geografie
Der Ort ist mit einer Siedlung von Sauerhof-Kuppel im Westen zusammengewachsen. Er liegt an der Bundesstraße 289, die nach Pulschnitz (1,5 km nordöstlich) bzw. nach Ziegelhütte verläuft (1,2 km westlich).

## Geschichte
Wirtshaus gehörte zur Realgemeinde Schödlas. Gegen Ende des 18. Jahrhunderts bestand Wirtshaus aus einem Anwesen. Die Hochgerichtsbarkeit stand dem bayreuthischen Stadtrichteramt Münchberg zu. Das Kastenamt Münchberg war Grundherr des Anwesens.
Von 1797 bis 1810 unterstand Wirtshaus dem Justiz- und Kammeramt Münchberg. Infolge des Ersten Gemeindeedikts wurde Wirtshaus dem 1812 gebildeten Steuerdistrikt Straas und der zugleich entstanden Ruralgemeinde Straas zugewiesen. Im Zuge der Gebietsreform in Bayern wurde Wirtshaus am 1. Juli 1972 nach Münchberg eingemeindet. Auf einer topographischen Karte des Jahres 1974 wurde der Ort letztmals unter dem Namen verzeichnet.

### Einwohnerentwicklung
| Jahr      | 1861  | 1871  | 1885  | 1900  | 1925   | 1950   |
| Einwohner | 39    | 8     | 41    | 3     | 4      | 5      |
| Häuser    |       |       | 4     | 1     | 1      | 1      |
| Quelle    | [ 6 ] | [ 7 ] | [ 8 ] | [ 9 ] | [ 10 ] | [ 11 ] |

## Religion
Wirtshaus ist bis heute nach St. Peter und Paul (Münchberg) gepfarrt und evangelisch-lutherisch geprägt.